# Elachistocleis
Elachistocleis es un género de anfibios anuros neotropicales de la familia Microhylidae. Las especies del género se distribuyen por la mayoría de la Sudamérica tropical, Panamá y Trinidad.

## Especies
Se reconocen las siguientes 19 especies:
- Elachistocleis araios Sánchez-Nivicela, Peloso, Urgilés, Yánez-Muñoz, Sagredo, Páez & Ron, 2020
- Elachistocleis bicolor (Guérin-Méneville, 1838)
- Elachistocleis bumbameuboi Caramaschi, 2010
- Elachistocleis carvalhoi Caramaschi, 2010
- Elachistocleis cesarii (Miranda-Ribeiro, 1920)
- Elachistocleis corumbaensis Piva, Caramaschi & Albuquerque, 2017
- Elachistocleis erythrogaster Kwet & Di-Bernardo, 1998
- Elachistocleis haroi[2] Pereyra, Akmentins, Laufer & Vaira, 2013
- Elachistocleis helianneae Caramaschi, 2010
- Elachistocleis magna Toledo, 2010
- Elachistocleis matogrosso Caramaschi, 2010
- Elachistocleis muiraquitan[3] Nunes de Almeida & Toledo, 2012
- Elachistocleis ovalis (Schneider, 1799)
- Elachistocleis panamensis Caramaschi & Jim, 1983
- Elachistocleis pearsei (Ruthven, 1914)
- Elachistocleis piauiensis Caramaschi & Jim, 1983
- Elachistocleis skotogaster Lavilla, Vaira, & Ferrari, 2003
- Elachistocleis surinamensis (Daudin, 1802)
- Elachistocleis surumu Caramaschi, 2010